# International Swimming League

A International Swimming League (em Português: Liga Internacional de Natação; abreviação oficial: ISL) é uma liga profissional de natação de realização anual, criada em 2019. Baseada na disputa entre clubes, possui um formato de competição realizada em etapas dinâmicas e rápidas. Em 2019 a temporada regular (fase classificatória) começou em outubro e a Partida Final foi realizada em dezembro.
Atletas previamente desqualificados por violarem as regras antidoping são banidos do ISL. 

## Formato

### Temporada ISL
A temporada é dividida em duas fases: um campeonato regular (fase classificatória) com característica eliminatória e uma Partida Final. No campeonato regular os times ganham pontos participando de partidas e de acordo com o seguinte princípio: 4 pontos para o clube primeiro colocado na partida, 3 pontos para o segundo, 2 pontos para o terceiro, e 1 ponto para o quarto colocado na partida. Após todas as partidas do campeonato regular, os quatro clubes com as maiores pontuações avançam para a Partida Final, na qual o vencedor da liga é definido. Cada clube pode ter uma lista de 32 atletas inscritos. Porém em cada partida apenas 28 desses atletas podem competir – 12 homens e 12 mulheres participam em provas individuais enquanto 2 homens e 2 mulheres podem integrar o time apenas para nadar provas de revezamento.

### Partidas ISL
As partidas na ISL acontecem em dois dias e quatro clubes competem entre si. Durante a primeira temporada, uma partida da ISL consistiu em 37 provas: 30 provas individuais, 5 provas de revezamento e 2 provas Skin (a partir de 2020 foram adicionadas 2 provas individuais). Em cada prova podem participar 2 representantes de cada time. Os pontos são distribuídos após a prova da seguinte maneira: 9 pontos para 1º, 7 para 2º, ... 1 para 8º.  Pontos não são concedidos a atletas (ou equipes de revezamento) que falhem em concluir uma prova. Adicionalmente, pontos são concedidos em dobro nas provas de revezamento e são concedidos após cada rodada das provas Skin de acordo com a colocação do atleta na rodada. 
Os pontos dos nadadores representantes de cada clube são somados e vão para o resultado total de pontos de seus respectivos clubes.
A vitória de um atleta em uma prova não garante ao seu clube a maior quantidade de pontos. Por exemplo, os atletas de um mesmo time que terminarem em 1º e 7º lugar em uma prova somarão menos pontos para o seu time que os atletas que terminarem em 2º e 4º lugar: eles pontuarão 11 e 12 pontos totais, respectivamente.
Uma partida é vencida pelo clube que marcar mais pontos em todas as 37(39) provas. Similarmente, os demais clubes são classificados entre 2º ao 4º lugar de acordo com os pontos que somaram durante toda a partida. Teoricamente, uma partida pode ser ganha por um time que não tenha vencido uma única prova.
Na eventualidade de dois ou mais clubes terminarem com a mesma quantidade de pontos após a partida, será realizado uma prova extra de revezamento 4x50m medley misto (dois homens e duas mulheres por equipe), cujo resultado será o resultado final da partida. 

## Times
Em 2019 a Liga começou com 8 clubes no total, sendo, quatro dos EUA e quatro da Europa. Em 2020 um clube do Canadá e um do Japão foram adicionados à ISL, aumentando o número total de clubes para 10.
| Clube                           | Cidade                          | Ano de ingresso                 | Diretor geral                   | Treinador principal (Head Coach) |
| Conferência da América do Norte | Conferência da América do Norte | Conferência da América do Norte | Conferência da América do Norte | Conferência da América do Norte  |
| ------------------------------- | ------------------------------- | ------------------------------- | ------------------------------- | -------------------------------- |
| D.C. Trident                    | Washington, D.C.                | 2019                            | Kaitlin Sandeno                 | Cyndi Gallagher                  |
| L.A. Current                    | Los Angeles                     | 2019                            | Lenny Krayzelburg               | David Marsh                      |
| New York Breakers               | Nova Iorque                     | 2019                            | Tina Andrew                     | Peter Andrew                     |
| Cali Condors                    | São Francisco                   | 2019                            | Jason Lezak                     | Gregg Troy                       |
| Toronto Titans                  | Toronto                         | 2020                            | Robert Kent                     |                                  |
| Conferência Europeia-Asiática   |                                 |                                 |                                 |                                  |
| Energy Standard                 | Paris                           | 2019                            | Jean-François Salessy           | James Gibson                     |
| London Roar                     | Londres                         | 2019                            | Rob Woodhouse                   | Mel Marshal                      |
| Team Iron                       | Budapeste                       | 2019                            | Dorina Szekeres                 |                                  |
| Aqua Centurions                 | Roma                            | 2019                            | Alessandra Guerra               | Matteo Giunta                    |
| ISL Tokyo                       | Tóquio                          | 2020                            | Kosuke Kitajima                 |                                  |

## Regulamento
Todas as partidas são compostas por quatro clubes. Cada clube é composto por um mínimo de 24 atletas e um máximo de 28; 12 homens e 12 mulheres são permitidos a nadar provas individuais enquanto um adicional de dois atletas masculinos e duas atletas femininas podem ser incluídos na lista de atletas do time como nadadores de revezamento. Para cada prova, cada clube participante deve escalar dois atletas (ou duas equipes de revezamento).
Uma partida ISL padrão acontece em dois dias. Cada dia é composto por três sessões de 30 a 35 minutos, divididas por dois intervalos de 10 minutos. Duas raias adjacentes são designadas aleatoriamente para cada clube e os nadadores competem nelas até o final de cada dia de competição. No Dia 1 se um clube tiver sido designado nas raias externas da piscina (7 e 8 ou 1 e 2) no Dia 2 ele terá raias centrais garantidas (3 e 4 ou 5 e 6), e vice-versa.
As formações (nomes dos atletas que nadarão cada prova) para cada partida devem ser fornecidas à organização pelas equipes antes das 19h do dia anterior ao início da partida. As equipes devem confirmar as formações 90 minutos antes do início no primeiro dia de competição. Depois disso, nenhuma alteração para a sessão 1 será permitida. Essas formações podem ser alteradas e ajustadas durante os intervalos programados dentro da competição, isso deve ser feito 2 minutos após a conclusão do último evento na sessão anterior.
Uma partida consiste em 37 provas (em 2020, duas provas adicionais serão incluídas: 100m Medley para homens e para mulheres), sendo 30 (32) provas individuais, 5 provas de revezamento e 2 provas Skin que são abertas apenas para os 12 nadadores que participaram em eventos individuais. Além disso, se dois ou mais clubes empatarem em pontos no final da partida, um revezamento 4x50 medley misto adicional deverá ocorrer entre os representantes desses clubes. Qualquer atleta da lista de atletas do clube pode participar deste revezamento. No ranking final, o clube vencedor desta prova deve ficar numa posição acima dos outros clubes que nadaram essa prova de revezamento.

### Pontuação

#### Provas individuais
Pontos são distribuídos após cada prova individual da seguinte maneira: 9, 7, 6, 5, 4, 3, 2 e 1 ponto para o 1º, 2º, 3º, 4º 5º, 6º, 7º e 8º colocado respectivamente. Se um atleta for desclassificado ou não concluir a prova, os pontos não são concedidos ao seu clube, enquanto dois pontos são subtraídos da pontuação total do seu clube. Se um atleta não comparecer para um prova, pontos não são concedidos para seu clube, enquanto quatro pontos são subtraídos da pontuação total do clube.
| Colocação | 1º | 2º | 3º | 4º | 5º | 6º | 7º | 8º | DNF | DSQ | DNS |
| Pontuação | 9  | 7  | 6  | 5  | 4  | 3  | 2  | 1  | -2  | -2  | -4  |

DNF = Did Not Finish (em Português: não terminou [a prova]) | DSQ = Disqualified (em Português: desclassificado) | DNS = Did Not Start (em Português: não iniciou [a prova])

#### Provas de revezamento
Um sistema de pontuação específico foi introduzido para as provas de revezamento, que pontuam o dobro de pontos das provas individuais. Se uma equipe de revezamento for desclassificada ou não concluir a prova, os pontos não são concedidos ao seu clube, enquanto quatro pontos são subtraídos da pontuação total do seu clube. Se uma equipe de revezamento não comparecer para um prova, pontos não são concedidos para seu clube, enquanto oito pontos são subtraídos da pontuação total do clube.
| Colocação | 1º | 2º | 3º | 4º | 5º | 6º | 7º | 8º | DNF | DSQ | DNS |
| Pontuação | 18 | 14 | 12 | 10 | 8  | 6  | 4  | 2  | -4  | -4  | -8  |

DNF = Did Not Finish (em Português: não terminou [a prova]) | DSQ = Disqualified (em Português: desclassificado) | DNS = Did Not Start (em Português: não iniciou [a prova])

#### Provas Skin
Uma Prova Skin é uma série de provas consecutivas de 50 metros nado livre (piscina curta), num sistema de nocaute: na primeira rodada quatro nadadores são eliminados (dos 8 iniciais), na segunda rodada dois nadadores são eliminados deixando a terceira rodada com apenas dois nadadores competindo entre si em uma prova final mano a mano. As rodadas da Prova Skin são realizadas a cada 3 minutos. Entre as rodadas os atletas não podem desaquecer dentro da piscina mas podem receber uma breve massagem dos fisioterapeutas de seu time atrás do bloco de partida. Os atletas nocauteados da prova devem retornar para a área reservada aos seus respectivos times.
As raias que os atletas classificados usarão na rodada seguinte são determinadas de acordo com as raias designadas ao seu clube naquele dia. A pontuação das provas skins da ISL dá-se da seguinte forma:
|            | Lugar, colocar | DNS | DNF | DSQ | 8ª | 7º | 6º | 5 ª | 4º | 3º | 2º | 1º |
| Rodada 1   | Pontos         | -4  | -2  | -2  | 1  | 2  | 3  | 4   |    |    |    |    |
| 2 ª rodada | Pontos         | -8  | -4  | -4  |    |    |    |     | 10 | 12 |    |    |
| Rodada 3   | Pontos         | -12 | -6  | -6  |    |    |    |     |    |    | 21 | 27 |
| ---------- | -------------- | --- | --- | --- | -- | -- | -- | --- | -- | -- | -- | -- |

#### Penalidades
Para forçar os atletas a darem o melhor de si e para evitar a falta de engajamento, foram estabelecidos padrões mínimos de tempo. Se um revezamento ou nadador for mais lento que os tempos indicados na tabela abaixo, ele receberá uma penalidade de pontos. Um revezamento mais lento que o tempo padrão recebe 2 pontos deduzidos, enquanto que um atleta mais lento que o respectivo tempo indicado recebe 1 ponto de penalidade.
Na tabela, todos os tempos padrões mínimos das provas são comparados aos recordes mundiais de piscina curta (25m):
|                         | Distância | Homens   | Recorde mundial |          | Mulheres | Recorde mundial |
| ----------------------- | --------- | -------- | --------------- | -------- | -------- | --------------- |
| Nado livre              | 50        | 22,50    | 20,26           | 25,50    | 22,93    |                 |
| Nado livre              | 100       | 49,50    | 44,94           | 55,00    | 50,25    |                 |
| Nado livre              | 200       | 1: 49,50 | 1: 39,37        | 1: 58,50 | 1: 50,43 |                 |
| Nado livre              | 400       | 3: 50,50 | 3: 32,25        | 4: 10,00 | 3: 53,92 |                 |
|                         |           |          |                 |          |          |                 |
| Costas                  | 50        | 25,00    | 22,22           | 28,50    | 25,67    |                 |
| Costas                  | 100       | 54,00    | 48,88           | 1: 01.00 | 55,03    |                 |
| Costas                  | 200       | 1: 58,00 | 1: 45,63        | 2: 11,00 | 1: 59,23 |                 |
|                         |           |          |                 |          |          |                 |
| Peito                   | 50        | 28,50    | 25,25           | 31,50    | 28,56    |                 |
| Peito                   | 100       | 1: 00,00 | 55,61           | 1: 08.50 | 1: 02.36 |                 |
| Peito                   | 200       | 2: 12,00 | 2: 00.16        | 2: 28,50 | 2: 14,57 |                 |
|                         |           |          |                 |          |          |                 |
| Borboleta               | 50        | 24,00    | 21,75           | 26,50    | 24,38    |                 |
| Borboleta               | 100       | 53,00    | 48,08           | 58,50    | 54,61    |                 |
| Borboleta               | 200       | 1: 59,50 | 1: 48,24        | 2: 12,00 | 1: 59,61 |                 |
|                         |           |          |                 |          |          |                 |
| Medley individual       | 200       | 2: 01.00 | 1: 49,63        | 2: 13,50 | 2: 01.86 |                 |
| Medley individual       | 400       | 4: 19,00 | 3: 55,50        | 4: 46,50 | 4: 18.94 |                 |
|                         |           |          |                 |          |          |                 |
| Revezamento livre       | 4x100     | 3: 17,00 | 3: 03.03        | 3: 39,00 | 3: 26,53 |                 |
| Revezamento medley      | 4x100     | 3: 35,50 | 3: 19.16        | 4: 02.00 | 3: 45,20 |                 |
| Revezamento livre misto | 4x100     | 3: 28,00 | 3: 28,00        | 3: 28,00 | 3: 28,00 | 3: 28,00        |

#### Resultado da Partida
Ao final de cada partida da temporada regular (fase classificatória) os clubes recebem pontos de acordo com o ranking final da partida a fim de avançar para a grande Partida Final. Os pontos são atribuídos aos clubes no final de cada partida da seguinte forma:
| Colocação | 1º | 2º | 3º | 4º |
| Pontuação | 4  | 3  | 2  | 1  |

###### Temporada 2019
Em 2019, as duas equipes americanas e européias com o maior número de pontos após o campeonato regular se classificaram para a final. Se dois ou mais clubes empatarem após o campeonato regular, critérios adicionais serão usados para determinar o vencedor.

### MVP (Atleta Mais Valioso)
Um MVP é selecionado após cada partida e no final da temporada. Os critérios para essas seleções são o número de pontos que o atleta somou para sua equipe, acumulados pelo nadador durante a partida e a temporada, respectivamente. A cada vez, apenas um MVP pode ser eleito, podendo ser mulher ou homem. O prêmio de MVP no final de cada partida garante uma recompensa bônus de U$ 5.000,00 para o atleta.

## Orçamento
O orçamento da temporada de 2019 foi de U$ 20 milhões, com mais de U$ 6 milhões em cachê e prêmios em dinheiro para os atletas.

## Resultados por temporada
A Partida Final da temporada de 2019 foi realizada no Resort Mandalay Bay, em Las Vegas.
| Season | Rds | Champion        | Second      | Third        | Fourth     |
| ------ | --- | --------------- | ----------- | ------------ | ---------- |
| 2019   | 7   | Energy Standard | London Roar | Cali Condors | LA Current |

Sarah Sjöström was the 2019 season MVP.

## História

### A disputa entreFINAe ISL
No início da temporada de 2018, o único grande torneio anual de natação sancionado pela FINA foi a Copa do Mundo de Natação da FINA. Para garantir maior visibilidade da natação por meio de um novo formato baseado em equipe, uma nova organização - fundada em 2017 e denominada International Swimming League - foi apresentada em Anaheim em setembro de 2018, com base na ideia do bilionário ucraniano Konstantin Grigorishin:  o evento inaugural da nova liga seria a competição anual Energy for Swim (realizada pela primeira vez em 2017 e agendada para 20 e 21 de dezembro em Turim, na Itália, naquela temporada). Em junho, a FINA enviou uma carta a todas as 209 federações, insistindo para que elas não cooperassem com a ISL.
Após esclarecer a interpretação de uma regra incluída na seção 4.5 das regras gerais da FINA, a FINA declarou que o encontro Energy for swim foi classificado como um evento internacional para essa temporada, dado que "uma competição que é conceitualmente projetada para ter uma a maioria dos participantes estrangeiros não é uma competição nacional ” e, portanto, precisava ser aprovada pela FINA dentro de um prazo de seis meses antes da realização do evento.
Como o prazo para aprovação já havia expirado, os atletas participantes desse encontro seriam desqualificados de um a dois anos pela FINA e quaisquer recordes mundiais estabelecidos durante o evento não seriam reconhecidos.
As negociações entre as partes foram oficialmente fracassadas em 15 de novembro de 2018, levando ao cancelamento do encontro Energy for Swim. 